# Verneuil d'Avre et d'Iton
Pour les articles homonymes, voir Verneuil, Avre et Iton (homonymie).
Verneuil d'Avre et d'Iton est une commune nouvelle française située dans le département de l'Eure, en région Normandie. Elle est née de la fusion, le 1er janvier 2017, de Verneuil-sur-Avre et de Francheville.

## Géographie

### Localisation
Au sud du département de l'Eure, la commune nouvelle est située à 23 km de L'Aigle, 39 km de Mortagne-au-Perche dans l'Orne et 40 km d'Évreux, préfecture du département.

### Hydrographie
La commune est située dans le bassin Seine-Normandie. Elle est drainée par l'Iton, l'Iton bras Force de Breteuil, l'Avre, le Trou de Botte, l'Iton bras Force de Verneuil, un bras de l'Avre, le ruisseau du Buternay, le cours d'eau 01 de la commune de Verneuil-sur-Avre, l'aqueduc de l'Avre, l'Avre, le cours d'eau 02 de la commune de Verneuil-sur-Avre, le Ruel, le Trou de Corne, le Val du Boulay, l'Iton bras Forcé de Verneuil et divers autres petits cours d'eau,.
L'Iton, d'une longueur de 132 km, prend sa source dans la commune de Mahéru et se jette  dans l'Eure à Acquigny, après avoir traversé 39 communes. Les caractéristiques hydrologiques de l'Iton sont données par la station hydrologique située sur la commune de Bourth. Le débit moyen mensuel est de 1,26 m3/s. Le débit moyen journalier maximum est de 21,7 m3/s, atteint lors de la crue du 6 janvier 2001. Le débit instantané maximal est quant à lui de 26,6 m3/s, atteint le même jour. À l'origine, Verneuil était située sur le territoire du duché de Normandie et l'Avre marquait la frontière avec le royaume de France. Lors de la fondation de la ville, Henri Beauclerc, redoutant qu'en cas de siège l'Avre soit détournée et la ville privée d'eau, fait creuser un bras mort depuis l'Iton, autre affluent de l'Eure, coulant à plus de 6 km de Verneuil-sur-Avre. Ce bras mort de 11 km, part du Becquet à Bourth et traverse la commune de Francheville pour alimenter en eau les fossés de la nouvelle ville.
L'Iton Bras Force de Breteuil, d'une longueur de 14 km, prend sa source dans la commune de Bourth et se jette  dans l'Iton à Mesnils-sur-Iton, après avoir traversé quatre communes.
L'Avre est une rivière qui passe à proximité de Verneuil (au sud de la RN 12) et prend sa source dans la région naturelle du Perche. Elle sert de frontière naturelle entre les régions Normandie et Centre-Val de Loire. L'Avre est un affluent en rive gauche de l'Eure, donc sous-affluent de la Seine. Depuis 1893, huit de ses sources situées à Rueil-la-Gadelière et Verneuil-sur-Avre sont captées pour alimenter en eau potable, grâce à un aqueduc, les 8e, 9e, 16e et 17e arrondissements de Paris à partir du réservoir de Saint-Cloud.
L'Iton Bras Force de Verneuil, d'une longueur de 13 km, prend sa source dans la commune de Bourth et se jette  dans un bras de l'Avre sur la commune, après avoir traversé trois communes.
Le ruisseau du Buternay, d'une longueur de 24 km, prend sa source dans la commune de La Ferté-Vidame et se jette  dans l'Avre à Montigny-sur-Avre, après avoir traversé neuf communes.
Huit plans d'eau complètent le réseau hydrographique : le plan d'eau 1 du Moulin de Chétivet (1,62 ha), le plan d'eau 2 de la commune de Verneuil-sur-Avre (4,94 ha), le plan d'eau 2 du Moulin de Chétivet (1,03 ha), le plan d'eau 3 du Moulin de Chétivet (1,52 ha), le plan d'eau 4 du Moulin de Chétivet (0,72 ha), les étangs de Poëllay (1,99 ha), l'étang de France (2,5 ha) et l'étang des Forges (2,34 ha),.

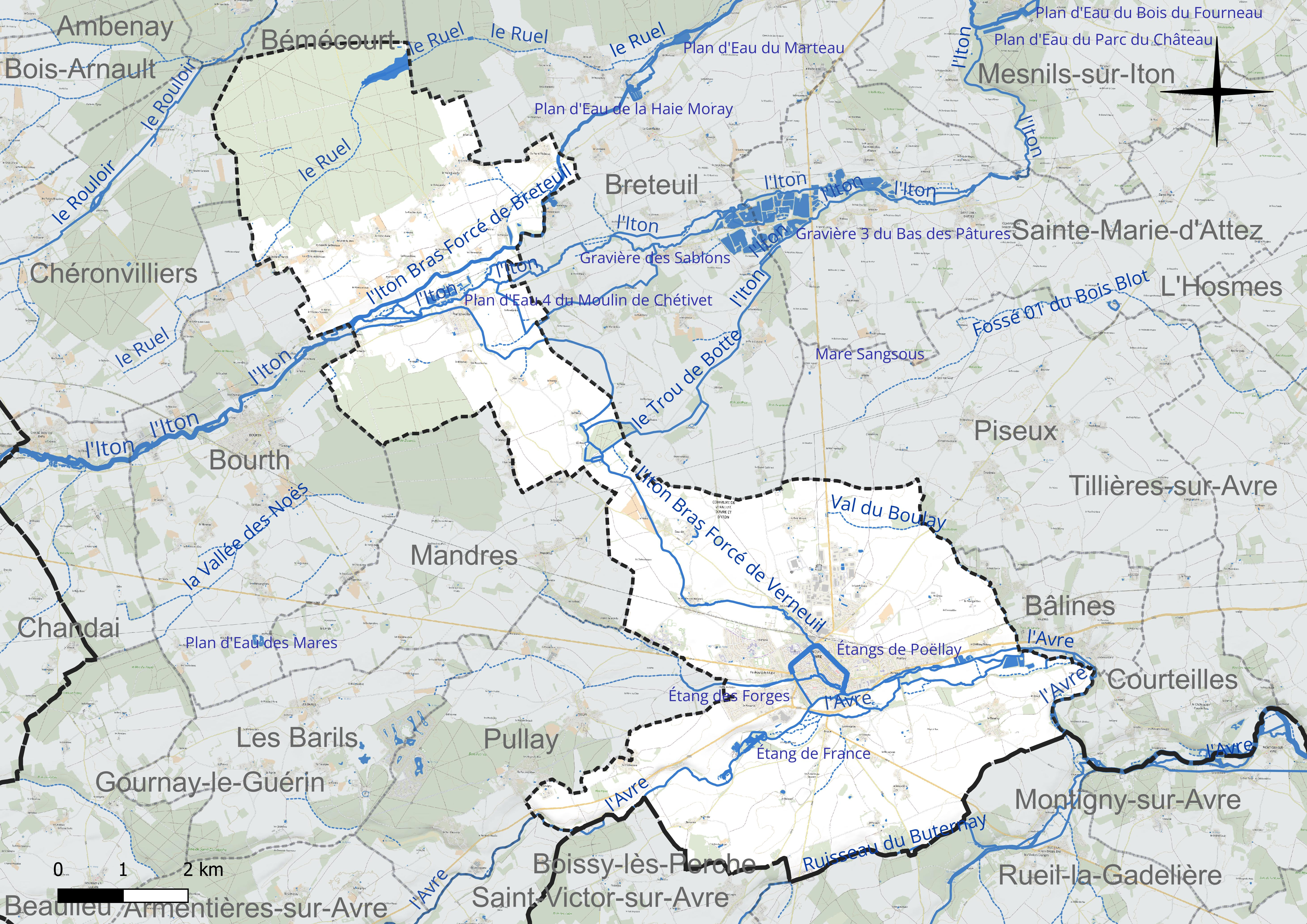
Réseau hydrographique de Verneuil d'Avre et d'Iton.

### Climat
Pour des articles plus généraux, voir Climat de la Normandie et Climat de l'Eure.
En 2010, le climat de la commune est de type climat océanique dégradé des plaines du Centre et du Nord, selon une étude du CNRS s'appuyant sur une série de données couvrant la période 1971-2000. En 2020, Météo-France publie une typologie des climats de la France métropolitaine dans laquelle la commune est dans une zone de transition entre le climat océanique et le climat océanique altéré et est dans une zone de transition entre les régions climatiques « Sud-ouest du bassin Parisien » et « Normandie (Cotentin, Orne) ». Parallèlement le GIEC normand, un groupe régional d’experts sur le climat, différencie quant à lui, dans une étude de 2020, trois grands types de climats pour la région Normandie, nuancés à une échelle plus fine par les facteurs géographiques locaux. La commune est, selon ce zonage, exposée à un « climat des plateaux abrités », correspondant aux plaines agricoles de l’Eure, avec une pluviométrie beaucoup plus faible que dans la plaine de Caen en raison du double effet d’abri provoqué par les collines du Bocage normand et par celles qui s’étendent sur un axe du Pays d'Auge au Perche.
Pour la période 1971-2000, la température annuelle moyenne est de 10,3 °C, avec  une amplitude thermique annuelle de 14,4 °C. Le cumul annuel moyen de précipitations est de 693 mm, avec 11,3 jours de précipitations en janvier et 8 jours en juillet. Pour la période 1991-2020, la température moyenne annuelle observée sur la station météorologique la plus proche, située sur la commune de Piseux à 5 km à vol d'oiseau, est de 11,3 °C et le cumul annuel moyen de précipitations est de 676,7 mm,. Pour l'avenir, les paramètres climatiques de la commune estimés pour 2050 selon différents scénarios d’émission de gaz à effet de serre sont consultables sur un site dédié publié par Météo-France en novembre 2022.

### Voies de communication et transports
La RN 12 (route de Paris à Brest) passe au sud de la ville.

## Urbanisme

### Typologie
Au 1er janvier 2024, Verneuil d'Avre et d'Iton est catégorisée petite ville, selon la nouvelle grille communale de densité à 7 niveaux définie par l'Insee en 2022.
Elle appartient à l'unité urbaine de Verneuil d'Avre et d'Iton, une unité urbaine monocommunale constituant une ville isolée,. Par ailleurs la commune fait partie de l'aire d'attraction de Verneuil d'Avre et d'Iton, dont elle est la commune-centre,. Cette aire, qui regroupe 24 communes, est catégorisée dans les aires de moins de 50 000 habitants,.

## Toponymie
Le nom de la localité est attesté sous les formes :
- Vernolium en 1131 (Roger de Hoveden) ;
- Vernullium en 1194 (Guillaume de Neubridge) ;
- Vernuel en 1280 (grand cartulaire de Saint-Taurin) ;
- Vernoel en 1389 (aveu des religieuses du Trésor) ;
- Verneul en Perche au XVe siècle (chronique normande de Pierre Cochon) ;
- Vernul en 1417 (registre de la charité de Notre-Dame-de-la-Couture) ;
- Vernueil lez Perche en 1467 (ordonnances des rois de France) ;
- Vernieul en 1469 (monstre) ;
- Vernueil en 1594 (lettres patentes d'Henri IV) ;
- Verneuil en 1689[28] ;
- Verneuil-sur-l'Avre en 1835[29] ;
- Verneuil-sur-Avre en 1857[30].

Sous l'Ancien Régime, la ville s'appelait Verneuil-au-Perche ou simplement Verneuil. Elle est devenue commune et chef-lieu de canton sous le nom de Verneuil, nom encore fréquemment employé dans le langage courant. La dénomination Verneuil-sur-Avre semble s'être mise en place au milieu du XIXe siècle. La forme Verneuil est la plus couramment utilisée, notamment dans les ouvrages de référence ; la forme actuelle a été officialisée en 2017.
L'origine du nom de Verneuil remonte à verno signifiant « aulne » suivi du suffixe gaulois -ialo signifiant « champ, clairière » ; la forme primitive serait donc *Vernoialos, « la clairière des aulnes ».
En fusionnant avec Francheville, traversée par l'Iton dont un bras mort irrigue les fossés de Verneuil-sur-avre, la commune fusionnée prend le nom de Verneuil d'Avre et d'Iton.

## Histoire

### Moyen Âge
Verneuil-sur-Avre est fondée en 1129 par Henri Ier, troisième fils de Guillaume le Conquérant, sur les paroisses de Pullay et de Poiley, après la révolte des nobles de 1118-1120. Certains des principaux révoltés sont Richer de l'Aigle, Robert de Neubourg et Eustache, comte de Breteuil, tous possessionnés autour de Verneuil. Henri Beauclerc, une fois ces révoltés soumis, crée donc trois bourgs fortifiés à Verneuil-sur-Avre pour contrôler la région.
Le quartier Saint-Martin, situé au sud de l'Avre, dépendait des seigneurs du Thymerais. Ce face-à-face a donné lieu à de nombreuses confrontations entre les deux parties :
- siège de Verneuil, en 1173, par Louis VII le Jeune contre Henri II, roi d'Angleterre et duc de Normandie,
- bataille de Verneuil, victoire anglo-bourguignonne, le 17 août 1424,
- prise de Verneuil par le roi de France Charles VII à la fin de la guerre de Cent Ans, le 19 juillet 1449,
- Verneuil est alors réuni au comté du Perche.

### Révolution française
Verneuil fut chef-lieu de district de 1790 à 1801. L'église de la Madeleine se trouva transformée en temple de la Raison (il en subsiste quelques traces sur la façade, à droite du porche et la statue de la déesse est conservée à la mairie). En 1844, Gauville est rattachée à Verneuil.

### Seconde Guerre mondiale
Durant la Seconde Guerre mondiale, la Wehrmacht y installa un camp de prisonniers militaires, dit camp de l'École des Roches. Un grand nombre de soldats français victimes de la débâcle de 1940 y transitèrent avant d'être transférés dans des camps notamment autrichiens. Deux mille soldats canadiens, capturés le 19 août 1942 lors de l'opération Jubilee (tentative de débarquement à Dieppe), y furent également détenus, du 20 au 30 août 1942, avant d'être transportés en Allemagne.
Dans la nuit du 12 au 13 août 1943, un des 504 avions de la RAF partis bombarder Milan, le Halifax JD125 code KN-A du 77th Squadron, fut abattu par le chasseur Focke-Wulf 190 piloté par l'Allemand Detlef Grossfuss du 2./JG2. Aucun des sept membres de l'équipage (six Britanniques et un Canadien) n'y survécut. Seuls six corps furent retrouvés, ceux des sergents Griffiths, Gray et Bacon, les trois autres (parmi lesquels le pilote Clinch, les aviateurs Hoyne, Gallantree ou le Canadien Donald Dufton) n'ayant pu être identifiés, ce qui explique la présence de six stèles dont trois anonymes au cimetière communal.
Le 17 août 1944, cinq FFI du réseau « Quand Même » (André Chasles, Jacques et Bernard Girard, Jean Pothin et Marius Bazille) étaient fusillés par les Allemands en compagnie du parachutiste commando canadien Hector Sylvestre qui avait rallié la Résistance. Celui-ci appartenait à la compagnie A du 1er bataillon parachutiste canadien (3e brigade parachutée, 6e division aéroportée). Cinq jours plus tard, le 22 août, la ville de Verneuil était libérée par les Américains de la 28e division d'infanterie et de la 2e division blindée. Les corps des six suppliciés reposent toujours au cimetière communal où ils furent transportés après la Libération, un rond-point porte le nom de Donald Dufton et une rue celui d'Hector Sylvestre.
Le 1er janvier 2017, Verneuil-sur-Avre et Francheville fusionnent.

## Héraldique
| Blason | Blasonnement : Parti, au 1 : d'or, au lion de gueules, au chef d'azur à trois fleurs de lys d'or ; au 2 : d'azur à la fleur de lys d'or. Commentaires : Anciennes armes : D'argent, au lion de gueules, au chef d'azur, chargé de trois fleurs de lys d'or. » |

## Politique et administration
La commune nouvelle regroupe les communes de Francheville et de Verneuil-sur-Avre, qui deviennent des communes déléguées, le 1er janvier 2017. Son chef-lieu se situe à Verneuil-sur-Avre.
| Nom                       | Code Insee | Intercommunalité                  | Superficie (km2) | Population (dernière pop. légale) | Densité (hab./km2) |
| ------------------------- | ---------- | --------------------------------- | ---------------- | --------------------------------- | ------------------ |
| Verneuil-sur-Avre (siège) | 27679      | Interco Normandie Sud Eure        | 31,97            | 6 680 (2014)                      | 209                |
| Francheville              | 27265      | CC du Canton de Breteuil sur Iton | 24,03            | 1 276 (2014)                      | 53                 |

### Liste des maires
| Période      | Période                      | Identité            | Étiquette           | Qualité                                                                                       |
| ------------ | ---------------------------- | ------------------- | ------------------- | --------------------------------------------------------------------------------------------- |
| janvier 2017 | En cours (au 7 février 2021) | Yves-Marie Rivemale | PS puis Renaissance | Réélu pour le mandat 2020-2026 Réélu en 2021 à la suite d'une invalidation du scrutin de 2020 |

## Économie
- La ville possède une antenne de la Chambre de commerce et d'industrie de l'Eure.
- Un domaine Center Parcs est situé à 9 km à l'ouest de Verneuil-sur-Avre, sur les communes des Barils et de Pullay.

## Culture locale et patrimoine
- Église de la Madeleine (XIIe et XVIe siècles), monument historique avec sa tour culminant à 56 mètres, en gothique flamboyant, visible bien au-delà du canton jusqu'à la cathédrale de Chartres (l'hiver), et devenue le symbole de la ville. Très comparable à la tour de Beurre de Rouen, bien qu'un peu plus petite, elle a également inspiré[réf. nécessaire] les architectes de la Tribune Tower à Chicago, gratte-ciel de 141 mètres de hauteur érigé en 1925.
- Église Notre-Dame XIIe siècle et XXe siècle.
- Tour Grise (XIIIe siècle)[38], monument historique, élevée par Philippe Auguste, elle tire son nom d'une pierre de couleur marron utilisée pour sa construction et nommée grison.
- Abbaye Saint-Nicolas (XVIIe siècle).
- Espace Saint-Laurent, ancienne église transformée en lieu d'expositions.
- Vestiges de l'église Saint-Jean (XVIe siècle) bombardée en 1944.
- Le centre de loisirs Center Parcs (Les Bois-Francs).
- La gare de Verneuil-sur-Avre.

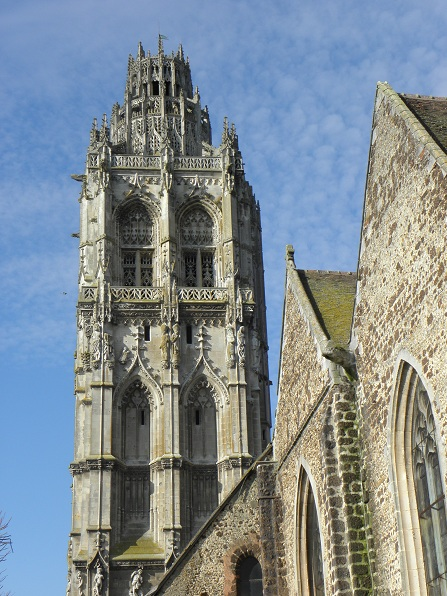
Église de la Madeleine.
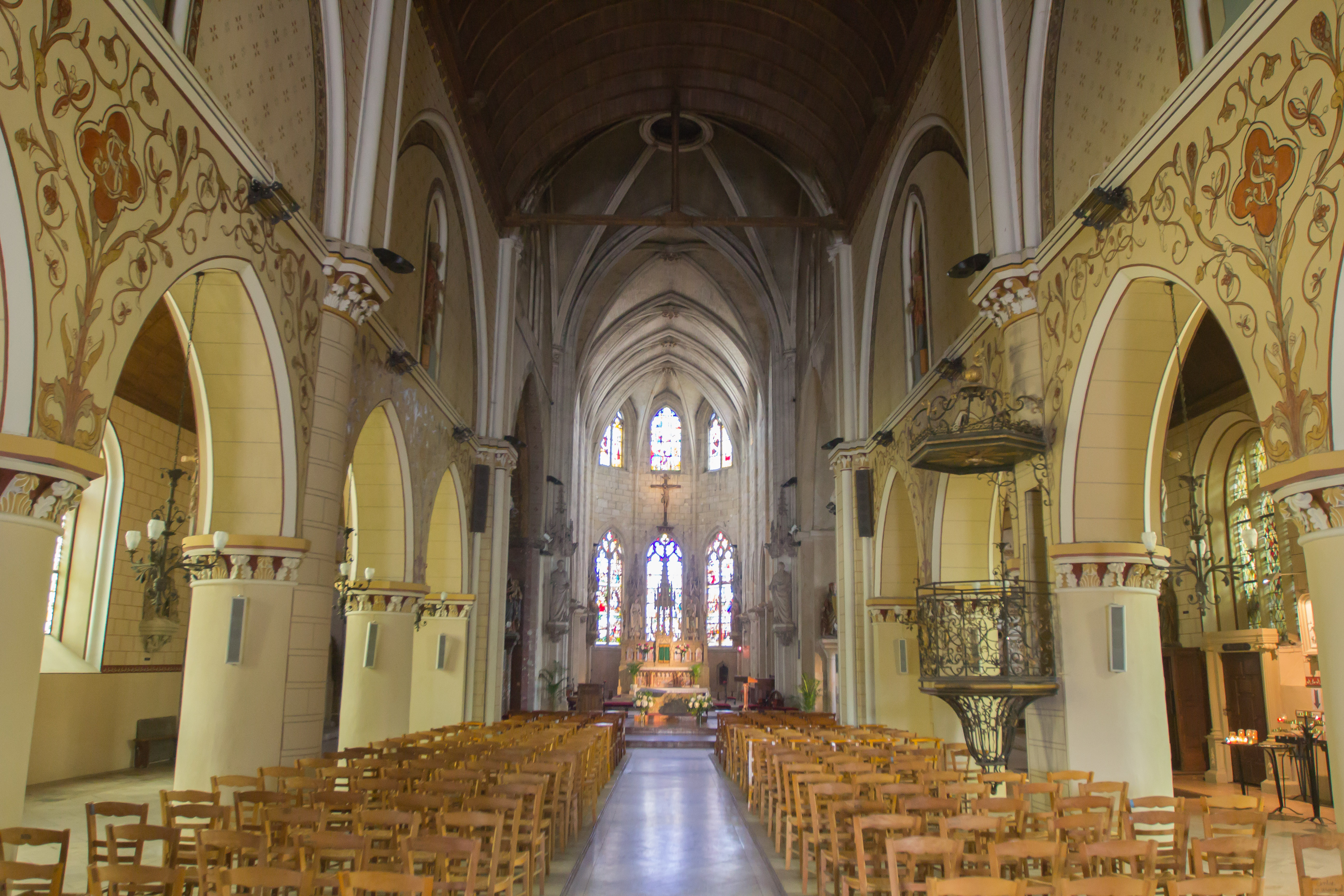
Nef de l'église de la Madeleine.
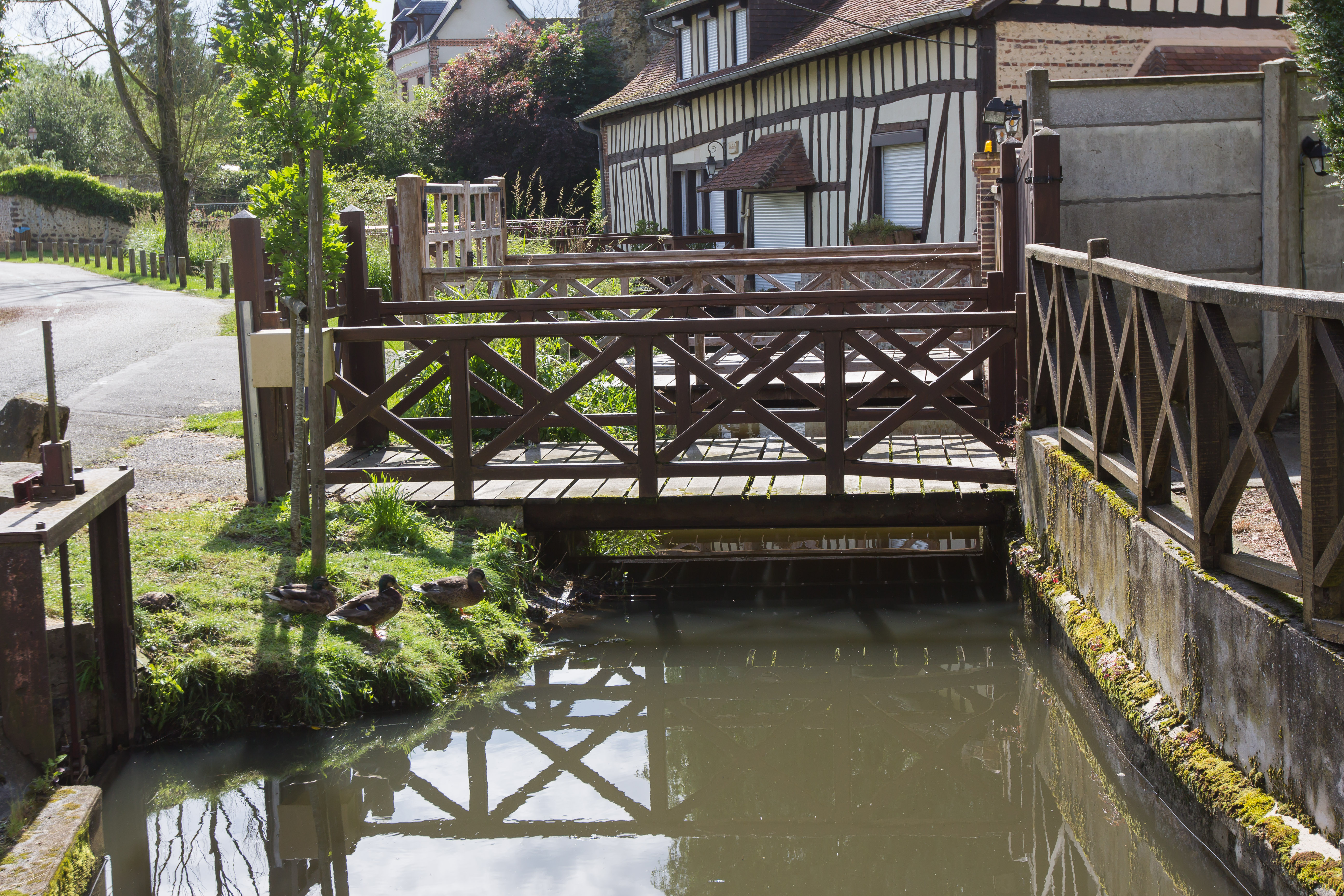
Ancien moulin de la tour Grise.
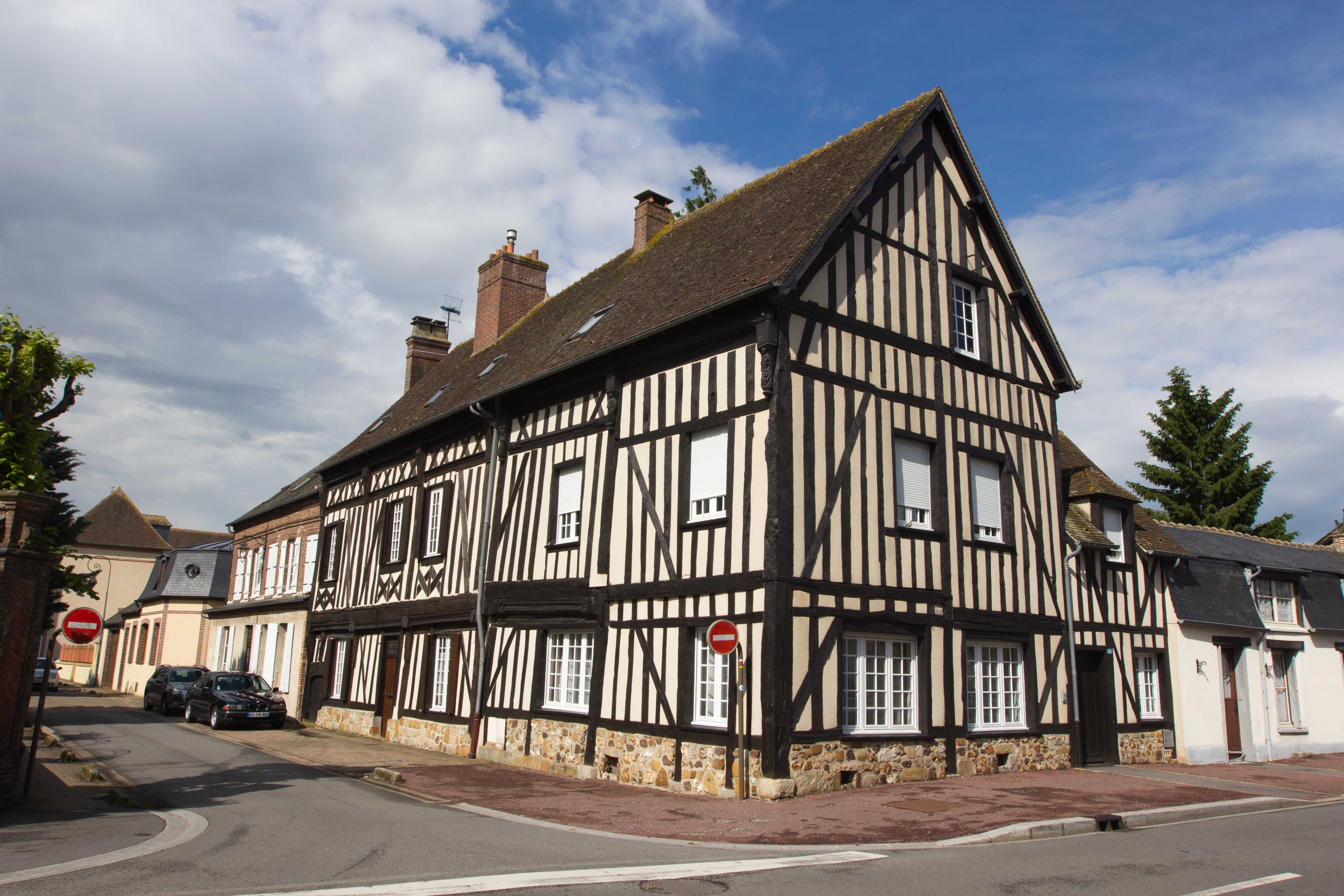
Rue du Canon.
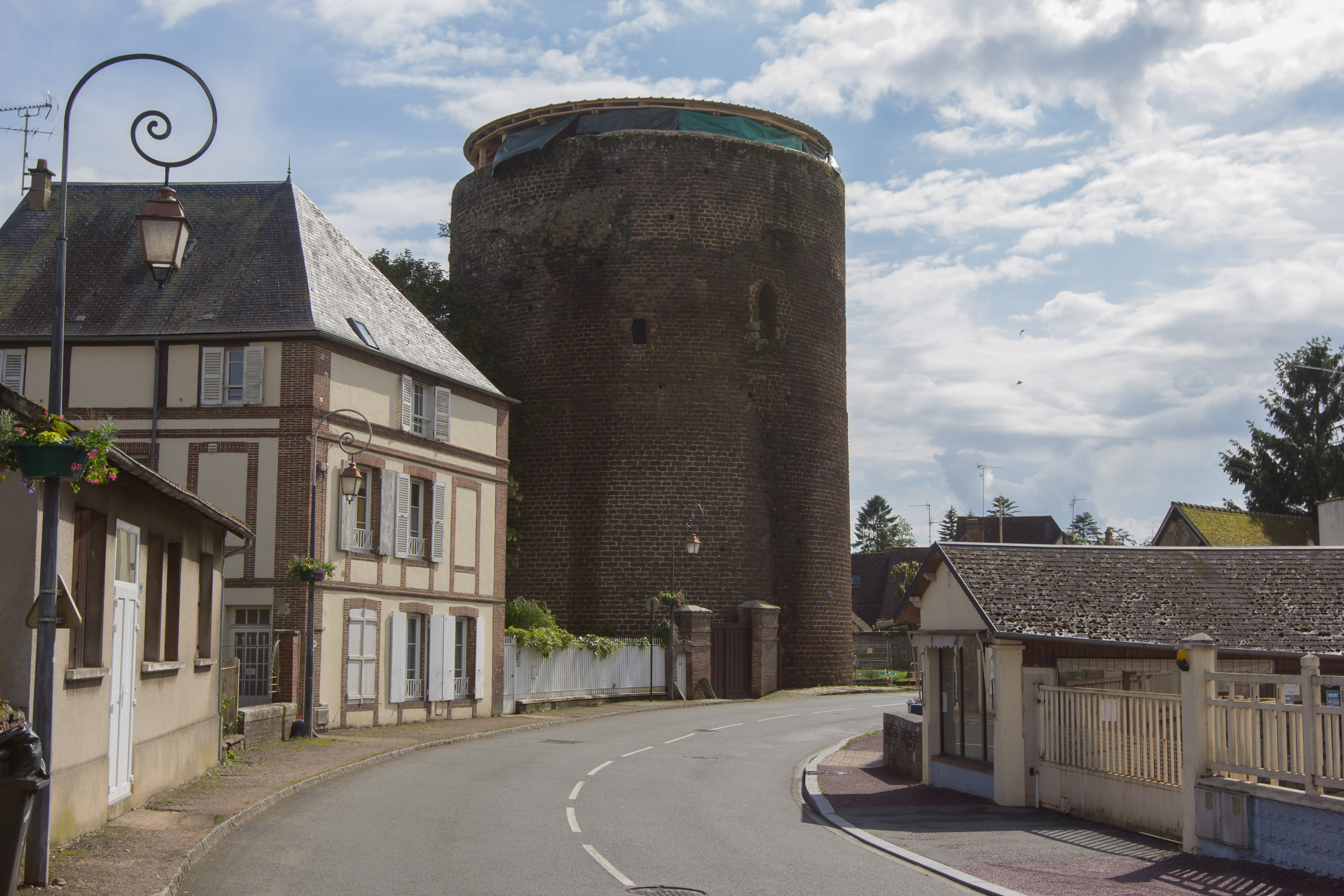
La Tour Grise.
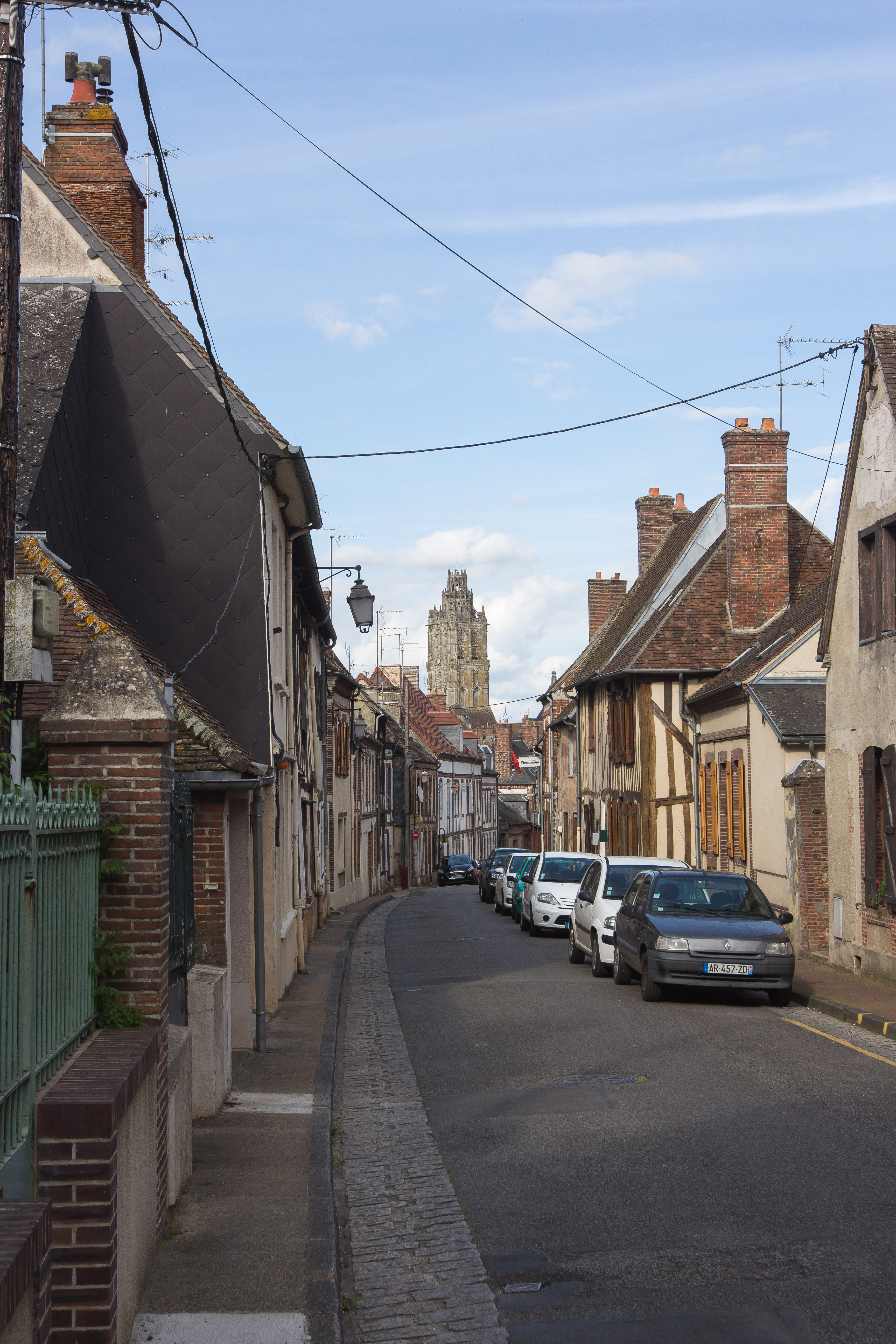
Rue Notre-Dame.
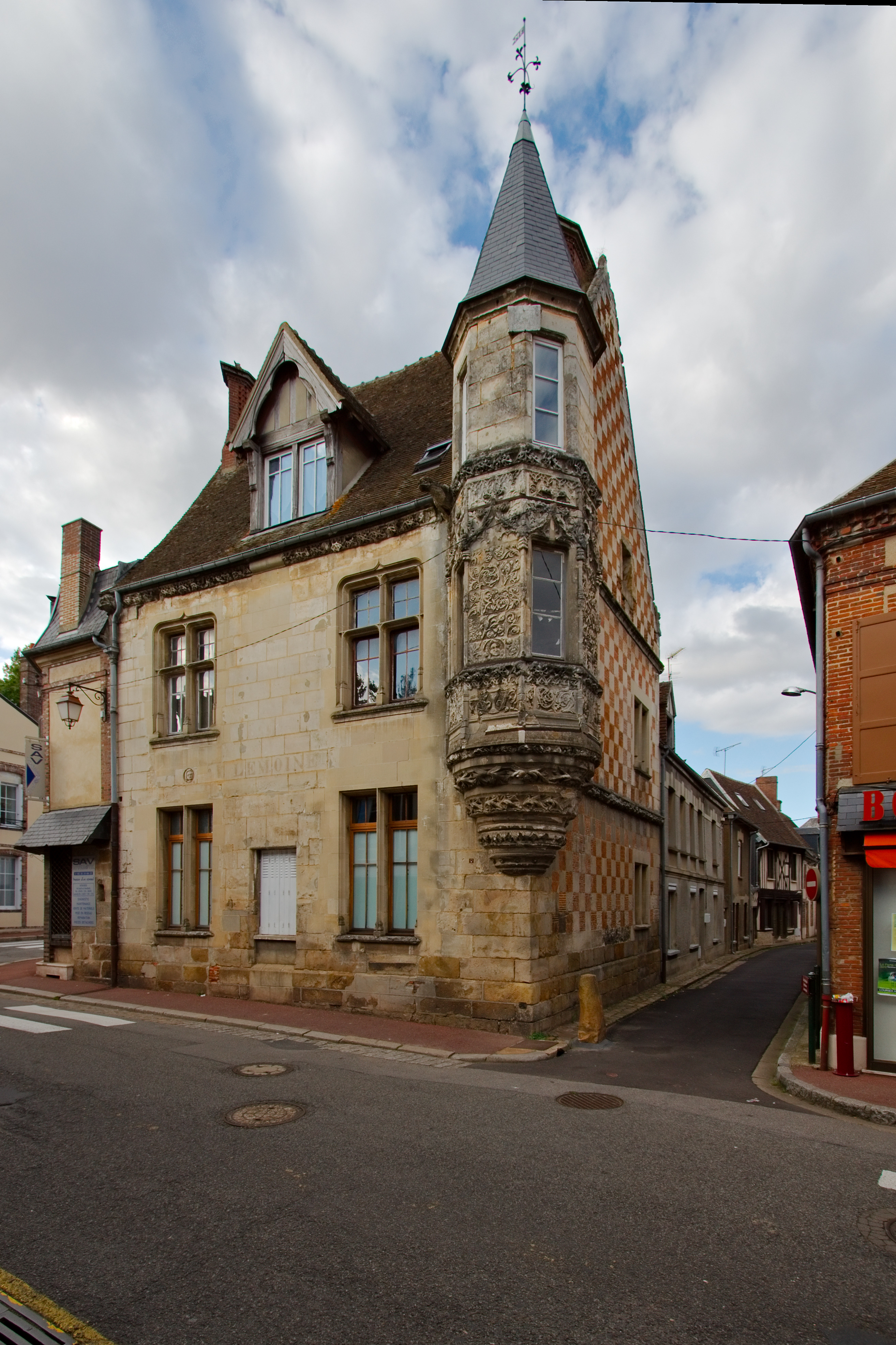
Maison à tourelle, rue Notre-Dame.
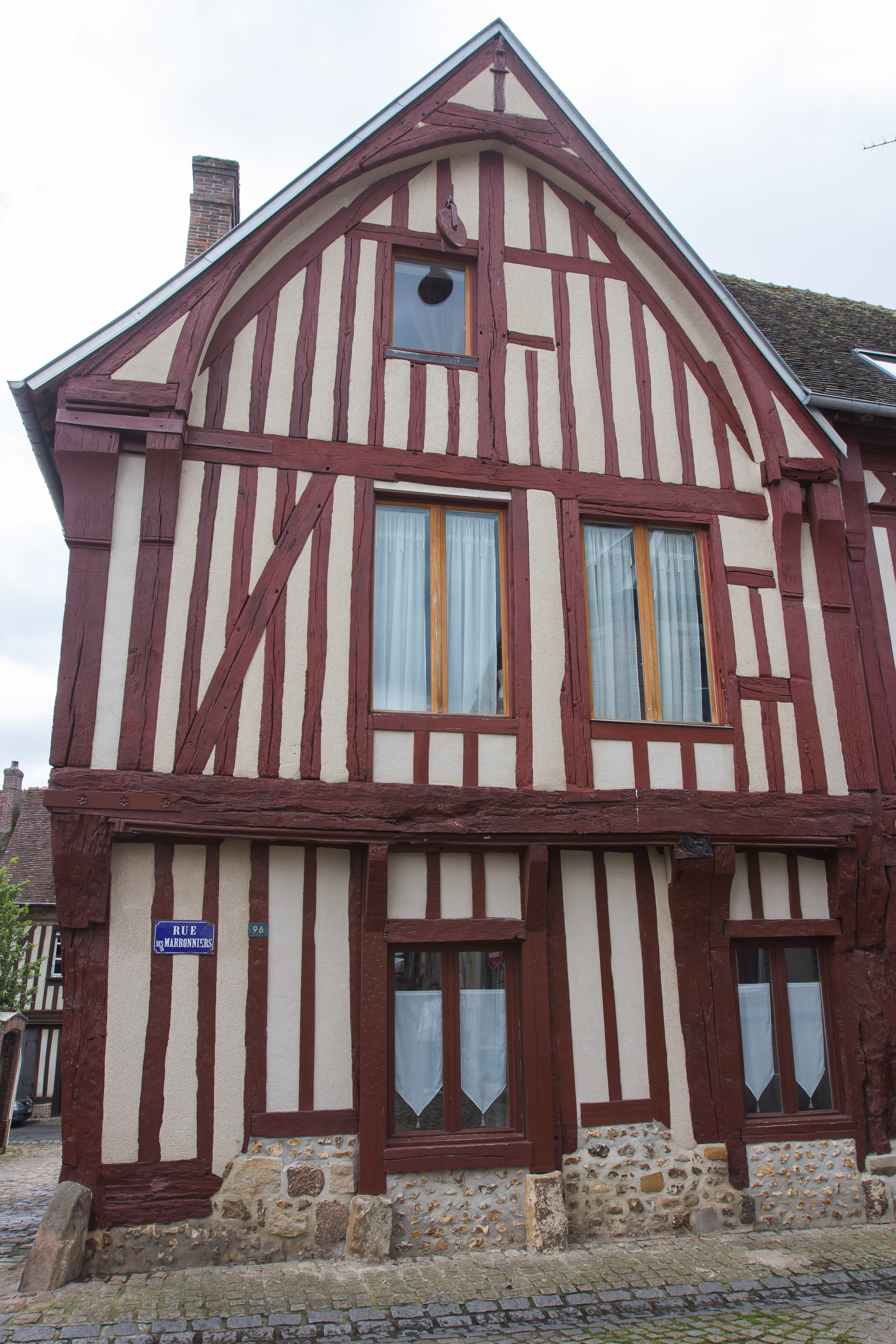
Rue des marronniers.
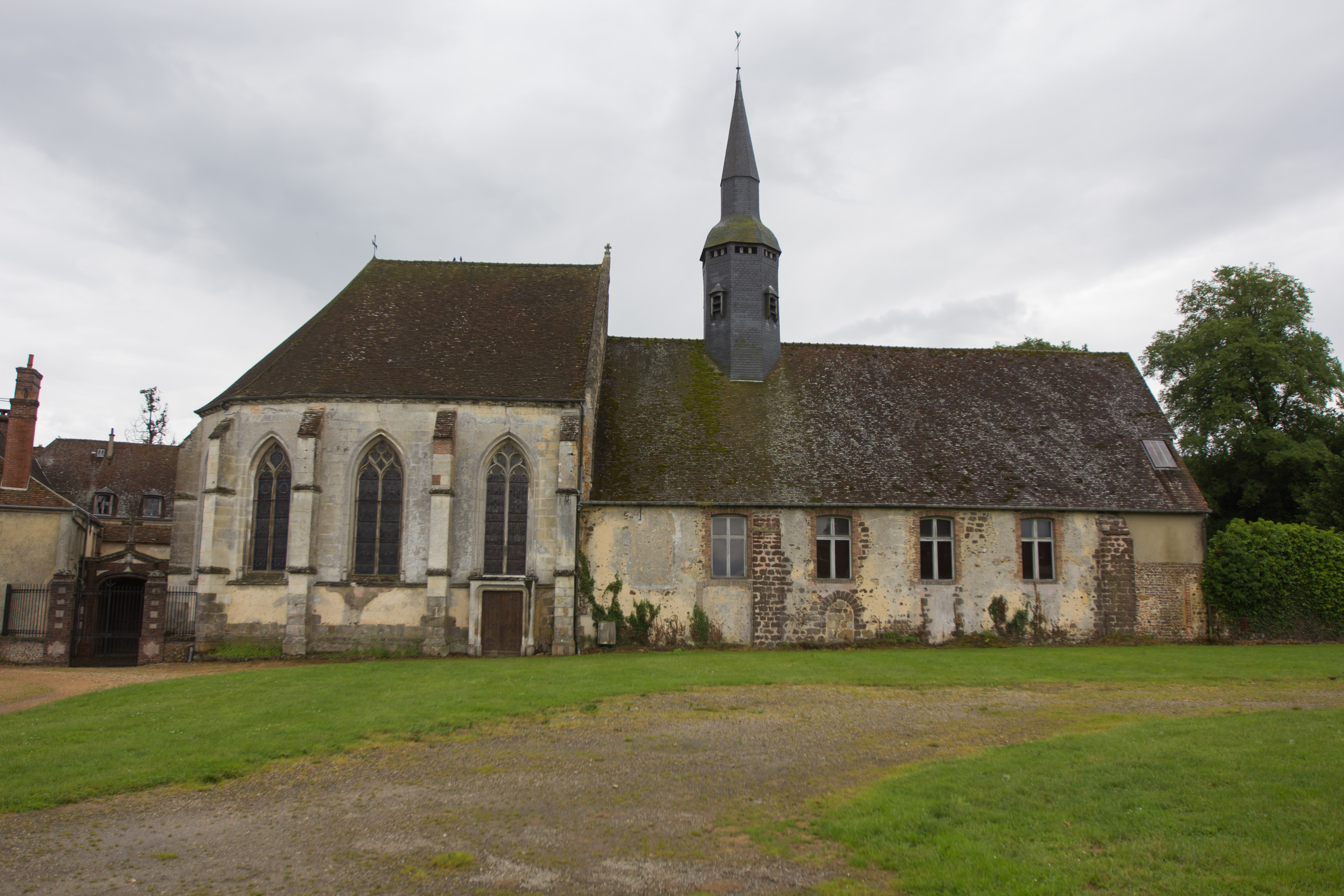
Abbaye Saint-Nicolas.

## Personnalités liées à la commune
(Par ordre chronologique de date de naissance)
- Artus Fillon, né à Verneuil, évêque de Senlis (~1522-1526) et donateur ayant permis l'achèvement de la Tour de La Madeleine.
- Pierre-Corneille Blessebois, aventurier et écrivain, né à Verneuil.
- Gabriel-François Villette, pharmacien en chef aux armées, né à Verneuil.
- Jacques Nicolas Lacour, général, baron d'Empire, né à Verneuil.
- Le comte de Frotté, royaliste contre-révolutionnaire, fusillé à Verneuil.
- Prudent-Louis Aubéry Du Boulley, compositeur, né et mort à Verneuil.
- Louise Colet, femme de lettres, amie de Gustave Flaubert, inhumée à Verneuil.
- Edmond Demolins, pédagogue et fondateur de l'école des Roches.
- Paul Gires, médecin, fondateur de l'École française de stomatologie, mort à Verneuil.
- Maurice Storez, architecte qui restaura de nombreuses maisons locales, mort à Verneuil.
- Maurice de Vlaminck, peintre établi pendant plus de cinquante ans à Rueil-la-Gadelière près de Verneuil, inspiré par les villages et paysages des environs. Le collège de Verneuil porte son nom.
- Jérôme Carcopino, historien, secrétaire d'État à l'Éducation nationale et à la Jeunesse de 1941 à 1942, né à Verneuil.
- Jean-Paul Sevilla, pianiste concertiste, professeur honoraire à l'Université d'Ottawa (Canada).
- Geneviève Moll, journaliste, morte à Verneuil.
- Richard Peduzzi, scénographe, peintre et créateur de mobilier français.
- Pascal Quignard, écrivain, né à Verneuil.
- Louis Petiet, homme d'affaires et homme politique, ex-maire de Verneuil et ex-conseiller général de l'Eure.
- Nicolas Miguet, éditeur de presse.
- Frederik X, roi de Danemark depuis le 14 janvier 2024, a fait ses études à Verneuil comme son frère.
- Bérangère Sapowicz, footballeuse internationale française (gardienne de but), née à Verneuil.

## Enseignement
- L'école des Roches, fondée en 1899 par Edmond Demolins, est la première école nouvelle française.
- Lycée de la Porte-de-Normandie.
- Collège Maurice-de-Vlaminck.